# Marin Preda
Marin Preda (5. srpna 1922 Siliștea Gumești – 16. května 1980 Mogoșoaia) byl rumunský spisovatel.
Pocházel z rolnické rodiny z oblasti Teleormanu. Nesl příjmení matky, která se za jeho otce neprovdala, aby nepřišla o důchod válečné vdovy. První literární práce vydal jako student v roce 1942, jeho mentorem byl Eugen Lovinescu.
Po druhé světové válce vstoupil do Komunistické strany Rumunska a stal se významným představitelem socialistického realismu. Byl redaktorem časopisů România liberă a Viaţa Românească, ředitelem nakladatelství Cartea Românească, místopředsedou Rumunského svazu spisovatelů, korespondentem Rumunské akademie a poslancem Velkého národního shromáždění. Byla mu udělena Státní literární cena a Řád hvězdy RSR. Jeho nejúspěšnějším dílem byla rozsáhlá sága chudé venkovské rodiny Morometové (Moromeții). V roce 1987 knihu zfilmoval Stere Gulea. Vydal také psychologický román o životním tápání mladého dělníka Vetřelec (Intrusul), obraz vlády Iona Antonesca Delirium (Delirul), v knize Život jako kořist (Viața ca o prada) vzpomíná na své spisovatelské začátky, studia a službu v armádě. Napsal také scénář k válečnému filmu Mircey Mureșana U modrých bran města. Přeložil do rumunštiny Camusův Mor a Dostojevského Běsy. V sedmdesátých letech se Preda začal kriticky vymezovat vůči poměrům v Rumunsku a jeho poslední román Nejmilovanější pozemšťan (Cel mai iubit dintre pământeni) byl otevřeným obrazem masových represí v období stalinismu. Na veřejnost se kniha dostala až po pádu komunistického režimu, v roce 1993 natočil Șerban Marinescu její filmové zpracování.
Byl třikrát ženatý, jeho první manželkou byla spisovatelka Aurora Cornu. 
V květnu 1980 byl nalezen mrtev ve spisovatelské rezidenci v Paláci Mogoșoaia. Podle oficiální zprávy se udusil v důsledku nadměrného požití alkoholu. Predova rodina však toto vysvětlení odmítla a prohlásila, že spisovatel byl zavražděn agenty Securitate pro své politické názory.
Predovy ostatky byly uloženy na pohřebišti rumunských spisovatelů na Hřbitově Bellu v Bukurešti. Rumunská národní banka vydala pamětní mince s jeho portrétem.